# منطقة وصاية جروبوجان
جروبوجان (بالجاوية: ꦒꦿꦺꦴꦧꦺꦴꦒꦤ꧀)‏ هي منطقة وصاية تقع في الجزء الشمالي الشرقي من مقاطعة جاوة الوسطى في إندونيسيا.
تم إنشاء منطقة جروبوجان في 4 مارس 1726، وتبلغ مساحتها 2022.25 كم 2 ، وهي ثاني أكبر منطقة في مقاطعة جاوة الوسطى. كان عدد سكانها 1،308،696 في تعداد 2010 ،  1،351،429 في التعداد الوسيط لعام 2015 و 1،453،526 في تعداد 2020. عاصمتها مدينة بورودادي .

## المناطق الإدارية
تنقسم منطقة جروبوجان إلى تسعة عشر ضاحية، مدرجة أدناه مع مناطقها وسكانها في تعداد 2010 ،  التعداد المتوسط 2015 و ال تعداد 2020. تقع أكثر اثنتي عشرة مقاطعة غربية (مع مجموع سكان يبلغ 888.581 في تعداد 2020) داخل منطقة سيمارانج الحضرية المحددة رسميًا (المعروفة باسم Kedungsepur ) ؛ المناطق السبع المتبقية إلى الشرق (المشار إليها بعلامات النجمة (*) بعد أسمائها في الجدول أدناه) تقع خارج منطقة سيمارانج الحضرية. يتضمن الجدول أيضًا مواقع المراكز الإدارية للمنطقة ، وعدد القرى الإدارية ( ديسا الريفية والحضرية كلوراهان ) في كل منطقة ، والرمز البريدي لها.
| District     | Area km2 | Population 2010 census | Population 2015 census | Population 2020 census | Administrative centre | No. of villages | Post code |
| ------------ | -------- | ---------------------- | ---------------------- | ---------------------- | --------------------- | --------------- | --------- |
| Kedungjati   | 145.18   | 39,608                 | 39,834                 | 43,720                 | Kedungjati            | 12              | 58167     |
| Karangrayung | 144.16   | 87,457                 | 90,170                 | 99,547                 | Sumberjosari          | 19              | 58163     |
| Penawangan   | 75.17    | 57,359                 | 59,081                 | 64,148                 | Penawangan            | 20              | 58161     |
| Toroh        | 126.61   | 104,301                | 107,280                | 116,975                | Sindurejo             | 16              | 58171     |
| Geyer        | 204.98   | 60,108                 | 60,154                 | 66,164                 | Geyer                 | 13              | 58172     |
| Pulokulon *  | 136.84   | 93,501                 | 101,130                | 109,192                | Panunggalan           | 13              | 58181     |
| Kradenan *   | 111.57   | 74,026                 | 75,944                 | 82,396                 | Kalisari              | 14              | 58182     |
| Gabus *      | 163.80   | 67,523                 | 67,883                 | 74,103                 | Tlogotirto            | 14              | 58183     |
| Ngaringan *  | 119.06   | 64,101                 | 66,717                 | 70,006                 | Ngaringan             | 12              | 58193     |
| Wirosari *   | 150.91   | 83,309                 | 86,343                 | 92,757                 | Wirosari              | 14              | 58192     |

| District             | Area km2 | Population 2010 census | Population 2015 census | Population 2020 census | Administrative centre | No. of villages | Post code     |
| -------------------- | -------- | ---------------------- | ---------------------- | ---------------------- | --------------------- | --------------- | ------------- |
| Tawangharjo *        | 92.99    | 52,811                 | 54,878                 | 58,483                 | Pojok                 | 10              | 58191         |
| Grobogan *           | 104.28   | 71,265                 | 75,374                 | 78,008                 | Grobogan              | 12              | 58152         |
| بورودادي ‏ (town)     | 78.12    | 128,452                | 135,698                | 139,387                | Purwodadi             | 17              | 58111 - 58114 |
| Brati                | 53.65    | 44,779                 | 46,492                 | 50,482                 | Kronggen              | 9               | 58153         |
| Klambu               | 52.31    | 33,957                 | 34,779                 | 38,554                 | Klambu                | 9               | 58154         |
| منطقة وصاية جروبوجان | 92.86    | 76,984                 | 79,137                 | 87,028                 | Godong                | 28              | 58162         |
| Gubug                | 65.47    | 74,915                 | 77,074                 | 83,725                 | Gubug                 | 21              | 58164         |
| Tegowanu             | 54.22    | 50,730                 | 53,860                 | 56,793                 | Tegowanu Wetan        | 18              | 58165         |
| Tanggungharjo        | 50.09    | 38,510                 | 39,601                 | 42,058                 | Tanggungharjo         | 9               | 58166         |
| Totals               | 2,022.25 | 1,308,696              | 1,351,429              | 1,453,526              | Purwodadi             | 280             |               |

تضم الوصاية ما مجموعه 280 قرية. تتاخم منطقة جروبوغان من الشمال مقاطعات ديماك وباتي وكودوس ، ومن الشرق منطقة بلورا ، ومن الجنوب توجد نغاوي (مقاطعة جاوة الشرقية) ومنطقتا سراجين وبويولالي وإلى الغرب منطقة سيمارانج . يقود حكومة الوصاية وصي على العرش. الوصي الحالي هو سري سومارني.

## جغرافية

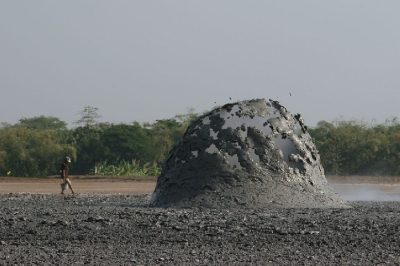
بركان الطين Bledug Kuwu ، جاوة الوسطى ، إندونيسيا.

جروبوجان هو واد منبسط يقع بين جبلين، جبال كيندينغ إلى الجنوب و جبال كابور الشمالية في الشمال. على الرغم من أن المدينة معروفة بكونها شديدة الحرارة خلال موسم الجفاف ، إلا أن جروبوجان هي واحدة من منتجي الأرز الرئيسيين في وسط جاوة ، والتي تدعمها بشكل أساسي العديد من السدود الاصطناعية ، مثل Bendungan Klambu و Bendungan Sedadi و Bendungan Kedung Ombo.
كان بناء Bendungan Kedung Ombo مصدر نقاش وطني بسبب التكلفة الاجتماعية لهذا المشروع العملاق المدعوم من البنك الدولي . النهرين الرئيسيين هما كالي لوسي (أو بيلانج) وكالي سيرانج. خلال مواسم الأمطار ، يتسبب النهران في فيضانات تؤدي في كثير من الأحيان إلى تدمير المحاصيل.

## دِين
على غرار المقاطعات الأخرى في جاوة، الإسلام هو الدين السائد، مع وجود كبير للمسيحية - البروتستانتية والكاثوليكية والهندوسية والبوذية. في بعض الأماكن، لا يزال بإمكان المرء أن يجد المعتقدات التقليدية ، مثل Aliran kepercayaan و كيجاون. هناك نوعان من الأبرشيات الكاثوليكية ، Paroki بورودادي و Paroki Gubug ، والتي تديرها أبرشية Semarang (Keuskupan Agung Semarang).

## تعليم
معظم المدارس مدارس عامة . يتم توفير التعليم الخاص بشكل أساسي من قبل المدرسة، المحمدية، وكلاهما مسلم، وكذلك من قبل مؤسسة بروتستانتية واتحاد المعلمين في جمهورية إندونيسيا (PGRI - Persatuan Guru Republic Indonesia). لا توجد مؤسسة للتعليم العالي تقريبًا في بورودادي. لا تزال المشاركة في المدارس الثانوية منخفضة (21،19٪ في عام 2004) في 58،13 لمشاركة المدارس الإعدادية .

## اقتصاد
الزراعة والقطاع العام هما المزودان الرئيسيان لسوق العمل . لا توجد صناعة مهمة ، بينما تظل قطاعات التعدين غير ذات أهمية بالنسبة لاقتصاد المناطق. يعمل العديد من الشباب الذكور كعمال موسميين في مدن أكبر مثل سيمارانج وجاكرتا كعمال بناء وراكبي دراجات ثلاثية (توكانغ بيكاك) ومهن أخرى غير ماهرة. بينما بالنسبة لنظيراتهن من الإناث ، يعملن في الصناعات التحويلية. في السنوات الأخيرة ، ازداد عدد العاملات المهاجرات بشكل كبير مع الوجهة الرئيسية في سنغافورة وماليزيا وهونغ كونغ ودول الخليج. هناك احتمال لاستنزاف العقول في بورودادي، حيث يميل أولئك الذين تلقوا تعليماً عالياً إلى إيجاد مهنة أفضل وأكثر واعدة خارج المنطقة أو في الخارج.
بلغ نصيب الفرد من الدخل في عام 2004 611.968.49 روبية (حوالي 70 دولارًا أمريكيًا). يُعرف جروبوجان سابقًا بأنه أحد أفقر المناطق في جاوة الوسطى ، وهو الآن هو 18 في المقياس الاقتصادي ، من بين 35 مقاطعة. ومع ذلك ، كان 34.05٪ من سكانها في عام 2004 يعيشون تحت خط الفقر.

### أطباق
تشتهر المنطقة بـ Swikee أو Sweekee ، وهي عبارة عن حساء من أرجل الضفادع . في الواقع ، Swikee هو مصطلح صيني للحساء ، ربما قدمه المجتمع الصيني في المنطقة. عادة ما يكون الحساء مصحوبًا جيدًا بصلصة الصويا الداكنة والحلوة (Kecap Manis) ، والتي تعد أيضًا من اختصاص المدينة. ومع ذلك ، فإن الطبق معروف أكثر من قبل أولئك الذين يعيشون في وسط المدينة وليس في القرى. يمكن العثور على الضفادع بسهولة خلال المواسم الرطبة ، بين حقول الأرز أو في ضفة نهر لوسي. يميل القرويون الفقراء إلى بيع الضفادع في السوق. إنهم سعداء إلى حد ما باستهلاك سرطانات المياه العذبة (تسمى Yuyu باللغة الجاوية وهي أصغر في الحجم من ابن عمهم من البحر) وحلزون المياه العذبة (Keong / Besusul). عادة ما يتم تحضير حساء سرطان البحر المائي (Jangan Yuyu) خلال موسم الأمطار قبل حصاد الأرز. هذا الحساء غني جدًا بالطعم ويحتوي على نسبة عالية جدًا من البروتين . ومع ذلك ، لا يمكن العثور على هذه الأطعمة الشهية في أي مطعم ولكن يمكن العثور عليها بسهولة في منازل المزارعين. حساء الحلزون (Jangan Keong) هو أيضًا طعام شهي آخر لا يمكن العثور عليه في أي مطعم في إندونيسيا ، ومع ذلك ، يمكن العثور على الطبق المماثل في لشبونة ، البرتغال. يتم تحضير القواقع أيضًا على شكل بروشيت / ساتيه (ساتي كيونج).

## الوصول والمواصلات
بالحافلة ، يوجد في محطة حافلات بورودادي (محطة سيمبانج ليما) خطوط مباشرة إلى سيمارانج ، جاكرتا (بولوجادونج ، ليباك بولوس ، تانجونج بريوك ، كامبونج رامبوتان ، باسار ريبو) ، بيكاسي (بوندوك جيدي) ، تانجيرانج (سيبوتات ، سيليدوج) ، بوجور (بارونج) ) و Solo (Tirtonadi) و Kudus ومنطقة ديماك ومنطقة بلورا ومنطقة باتي ومالانغ (Arjosari) و دنباسار وبالي (Ubung) و سورابايا . تم إغلاق محطة القطار في وسط المدينة في أوائل الثمانينيات ، ومحطة القطار الرئيسية الآن هي Gundih ، وتقع حوالي 25 كم من وسط المدينة. أقرب المطارات هي A Yani Airport في سيمارانج (+/- 60 كم غرب بورودادي) ، ومطار Adi Sumarmo الدولي في مدينة سولو (جنوب بورودادي).

## روابط خارجية
- الموقع الرسمي ل Grobogan
- موقع غير رسمي لـ Grobogan نسخة محفوظة 2011-05-13 على موقع واي باك مشين.